# Rethondes
Rethondes és un municipi francès, situat al departament de l'Oise i a la regió dels Alts de França. L'any 2007 tenia 709 habitants.

## Demografia

### Població
El 2007 la població de fet de Rethondes era de 709 persones. Hi havia 260 famílies de les quals 52 eren unipersonals (12 homes vivint sols i 40 dones vivint soles), 88 parelles sense fills, 108 parelles amb fills i 12 famílies monoparentals amb fills.
La població ha evolucionat segons el següent gràfic:
Habitants censats

### Habitatges
El 2007 hi havia 305 habitatges, 267 eren l'habitatge principal de la família, 23 eren segones residències i 15 estaven desocupats. 298 eren cases i 7 eren apartaments. Dels 267 habitatges principals, 224 estaven ocupats pels seus propietaris, 37 estaven llogats i ocupats pels llogaters i 6 estaven cedits a títol gratuït; 8 tenien dues cambres, 31 en tenien tres, 62 en tenien quatre i 166 en tenien cinc o més. 207 habitatges disposaven pel capbaix d'una plaça de pàrquing. A 112 habitatges hi havia un automòbil i a 142 n'hi havia dos o més.

### Piràmide de població
La piràmide de població per edats i sexe el 2009 era:
| Homes | Edats   | Dones |
| ----- | ------- | ----- |
| 0     | 95 o +  | 0     |
| 0     | 90 a 94 | 0     |
| 0     | 85 a 89 | 4     |
| 4     | 80 a 84 | 4     |
| 4     | 75 a 79 | 8     |
| 0     | 70 a 74 | 12    |
| 16    | 65 a 69 | 24    |
| 12    | 60 a 64 | 12    |
| 24    | 55 a 59 | 24    |
| 24    | 50 a 54 | 20    |
| 24    | 45 a 49 | 28    |
| 16    | 40 a 44 | 24    |
| 28    | 35 a 39 | 24    |
| 12    | 30 a 34 | 16    |
| 32    | 25 a 29 | 24    |
| 32    | 20 a 24 | 16    |
| 28    | 15 a 19 | 32    |
| 25    | 10 a 14 | 28    |
| 16    | 5 a 9   | 16    |
| 20    | 0 a 4   | 24    |

## Economia
El 2007 la població en edat de treballar era de 462 persones, 358 eren actives i 104 eren inactives. De les 358 persones actives 332 estaven ocupades (176 homes i 156 dones) i 26 estaven aturades (8 homes i 18 dones). De les 104 persones inactives 31 estaven jubilades, 36 estaven estudiant i 37 estaven classificades com a «altres inactius».

### Ingressos
El 2009 a Rethondes hi havia 271 unitats fiscals que integraven 732,5 persones, la mediana anual d'ingressos fiscals per persona era de 24.261 €.

### Activitats econòmiques
Dels 13 establiments que hi havia el 2007, 1 era d'una empresa de fabricació d'altres productes industrials, 5 d'empreses de construcció, 2 d'empreses de comerç i reparació d'automòbils, 1 d'una empresa de transport, 2 d'empreses d'hostatgeria i restauració, 1 d'una empresa financera i 1 d'una empresa de serveis.
Dels 7 establiments de servei als particulars que hi havia el 2009, 1 era una oficina de correu, 2 guixaires pintors, 2 lampisteries, 1 electricista i 1 restaurant.

## Equipaments sanitaris i escolars
El 2009 hi havia una escola elemental.

## Poblacions més properes
El següent diagrama mostra les poblacions més properes.